# دیمیتار دیمیتروف (ورزشکار)
دیمیتار دیمیتروف (بلغاری: Димитър Димитров؛ زادهٔ ۱۲ ژانویهٔ ۱۹۵۲) بازیکن والیبال اهل بلغارستان است.